# 坂上能文
坂上 能文（さかのうえ の よしぶみ）は、平安時代前期の貴族。姓は忌寸のち宿禰。官位は従五位下・越後権介。

## 経歴
本貫は左京。左大史を経て、仁寿2年（852年）少外記と、文徳朝にて文書作成を担当する官職を務める。文徳朝末の斉衡4年（857年）外従五位下・越後介に叙任されて地方官に転じた。
越後介の任期を終えた後の貞観4年（862年）に、坂上氏の宗家（坂上大宿禰）と同じく後漢霊帝の四代孫である阿知使主の後裔であることを理由に、一族の大学少允・坂上斯文らと共に伊美吉から宿禰への改姓を許されている。貞観5年（863年）越後権介として越後国の国司に再任された。

## 官歴
注記のないものは『六国史』による。
- 時期不詳：左大史[1]
- 仁寿2年（852年） 正月15日：少外記[1]
- 時期不詳：正六位上
- 斉衡4年（857年） 正月7日：外従五位下。2月23日：越後介
- 貞観4年（862年） 7月28日：伊美吉から宿禰に改姓
- 時期不詳：従五位下（内位）
- 貞観5年（863年） 2月10日：越後権介